# Kabuki
Pour le comics, voir Kabuki (comics).
Le kabuki (歌舞伎) est la forme épique du théâtre japonais traditionnel. Centré sur un jeu d'acteur à la fois spectaculaire et codifié, il se distingue par le maquillage élaboré des acteurs et l'abondance de dispositifs scéniques destinés à souligner les paroxysmes et les retournements de la pièce.
Les trois idéogrammes du mot signifient : chant (歌, ka), danse (舞, bu) et habileté technique (伎, ki). Il s'agit vraisemblablement d'ateji (caractères utilisés pour leur seule valeur phonétique), et il semble qu'il s'agisse de la forme ancienne du verbe katamuku (傾く), à l'époque kabuku, désignant ce qui était peu orthodoxe, en référence à une forme de théâtre considérée à l'époque comme d'avant-garde.

## Histoire

### 1603–1653: Origine féminine du kabuki

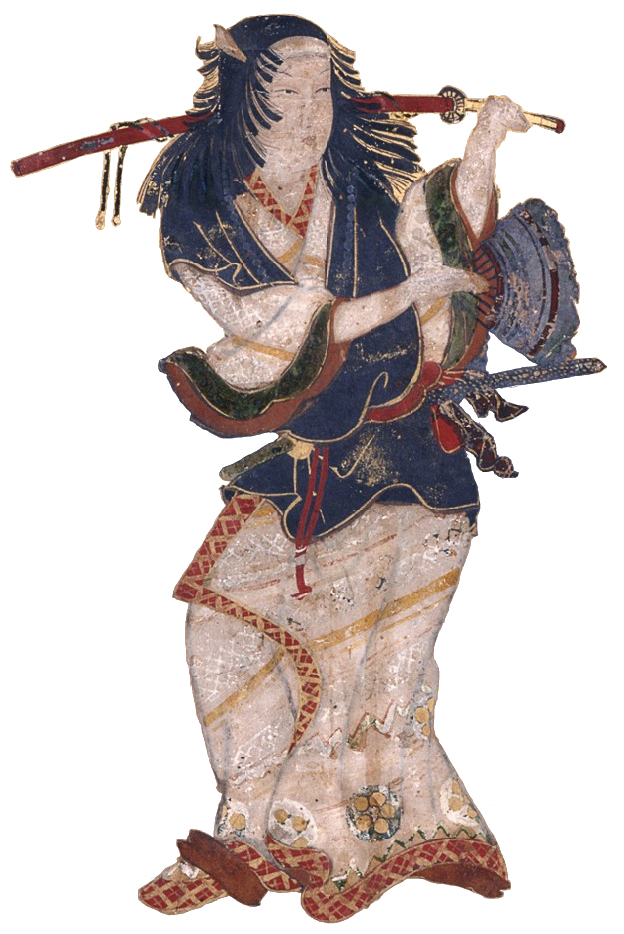
Izumo no Okuni, fondatrice du kabuki durant les années 1600.

L'origine du kabuki remonte aux spectacles religieux d'une prêtresse nommée Okuni, en 1603. Au cours de ces spectacles, une séquence la présentait déguisée en homme en train de prendre du bon temps dans un quartier de plaisirs. Le Musée national de Kyoto conserve un paravent du XVIIe siècle qui représente le Kabuki d'Okuni. Réalisé par l'école Hasegawa, c'est sans doute l'œuvre la plus ancienne sur ce thème. Il représente le premier spectacle intitulé Scènes de plaisir dans une maison de thé. Déguisée en kabukimono, terme désignant un samouraï de mauvaise vie, Okuni, accompagnée d'un bouffon, entreprend de courtiser la patronne d'une maison de thé dont le rôle est joué par un homme.
En 1607, Okuni vint jouer ses spectacles à Edo et le succès incita des prostituées à monter à leur tour sur la scène. Ce yujo kabuki (littéralement « kabuki des prostituées ») devint rapidement très populaire, en partie du fait de son rôle de mise en valeur des prostituées, qui donnaient délibérément un caractère sexuellement suggestif aux danses.
Le premier théâtre de kabuki, le théâtre Saruwaka-za (猿若座), fut fondé en 1624 dans un quartier qui couvre aujourd’hui Nihonbashi et Kyōbashi à Edo, par Saruwaka Kanzaburō. Un tambour est placé en haut d’une tour au-dessus du théâtre pour attirer les clients. Il fut par la suite déplacé à Ningyōchō. Quand le shogunat Tokugawa imposa en 1629 des quartiers réservés à la prostitution (kuruwa), les théâtres s'y installèrent.
Entre-temps, à partir de 1612, les troupes de femmes (onna kabuki) avaient vu émerger la concurrence d'un kabuki d'hommes (wakashu kabuki ou ōkabuki), pour éviter les troubles à l'ordre public. L'interdiction des troupes de femmes propulsa ce type de troupes au premier rang, les jeunes garçons pouvant jouer les rôles féminins à s'y méprendre.
Avec le changement de sexe, le jeu des acteurs changea, la danse étant délaissée au profit de l'action dramatique et des postures mettant en valeur le physique de l'acteur. La réprobation quant aux mœurs dissolues des jeunes acteurs ainsi que les troubles à l'ordre public (il n'était pas rare que les représentations se terminent en bagarres pour s'assurer les faveurs des acteurs en vue) conduisirent à l'interdiction en 1642 des plus jeunes acteurs, jusqu'à ce qu'en 1653, seuls les hommes d'âge mûr soient autorisés à jouer, aboutissant au yarō kabuki.

### 1653: Kabuki masculin

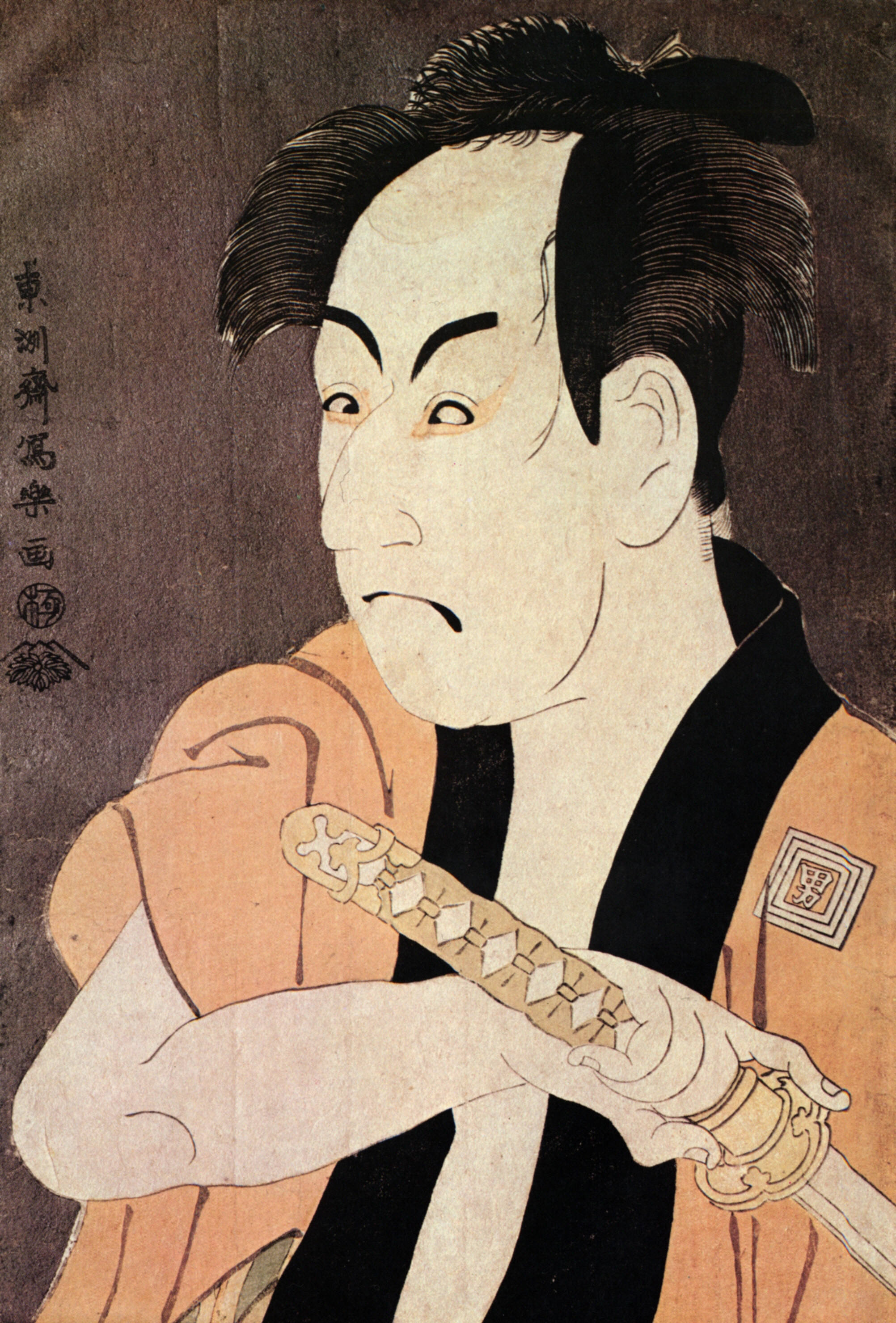
dans le rôle de, ukiyo-e de Toshusai Sharaku.

Le yarō kabuki (野郎歌舞伎) subit, sous l'influence du kyōgen (théâtre comique lié au théâtre nô, très apprécié du shogunat), un changement de style radical vers une haute sophistication et de la stylisation du jeu. Parallèlement, des hommes se spécialisèrent dans les rôles féminins. Le but de ces acteurs, appelés onnagata ou oyama (deux lectures des caractères 女形), est d'exprimer la féminité aussi bien, sinon mieux qu'une femme. Depuis quelques années, des actrices étudient de nouveau le kabuki avec succès, sans pour autant détrôner les stars onnagata traditionnelles telles que Tamasaburō ou Jakuemon.
C'est à cette époque qu'apparurent deux styles de jeu importants : le style « rude » (aragoto), créé par Ichikawa Danjūrō (1660–1704), et le style « souple » (wagoto) créé par Sakata Tōjūrō I dans le Kamigata. Le premier se caractérise par un jeu outré, où les acteurs accentuent la prononciation des mots et leur gestuelle (les costumes et le maquillage sont aussi exagérés). L'appellation dérive d'un mot désignant les manières brutales des guerriers. En outre, le jeu des acteurs met l'emphase sur l'action, et les personnages sont souvent dotés de facultés exceptionnelles. En revanche, dans le wagoto, le jeu des acteurs a un phrasé plus réaliste et plus adapté à des pièces tournant pour l'essentiel autour d'une romance tragique.
Ces différences reflètent celles du public. Le public de Kyoto, formé d'aristocrates raffinés, préférait le wagoto et des pièces racontant la descente sociale de jeunes hommes pris de passion pour des prostituées et abandonnant leur état pour une vie misérable, ou au contraire une vie de plaisir. Formé de marchands, le public d'Osaka affectionnait les pièces mettant en avant des samouraïs indignes ou méchants, avec des histoires liées à des faits divers d'actualité. La jeune ville d'Edo, avec une population largement masculine et remuante, fut enfin logiquement le creuset pour un style plus rugueux, convenant à des pièces où le héros redresse les torts à la force du poignet.

### 1673–1735: période Genroku

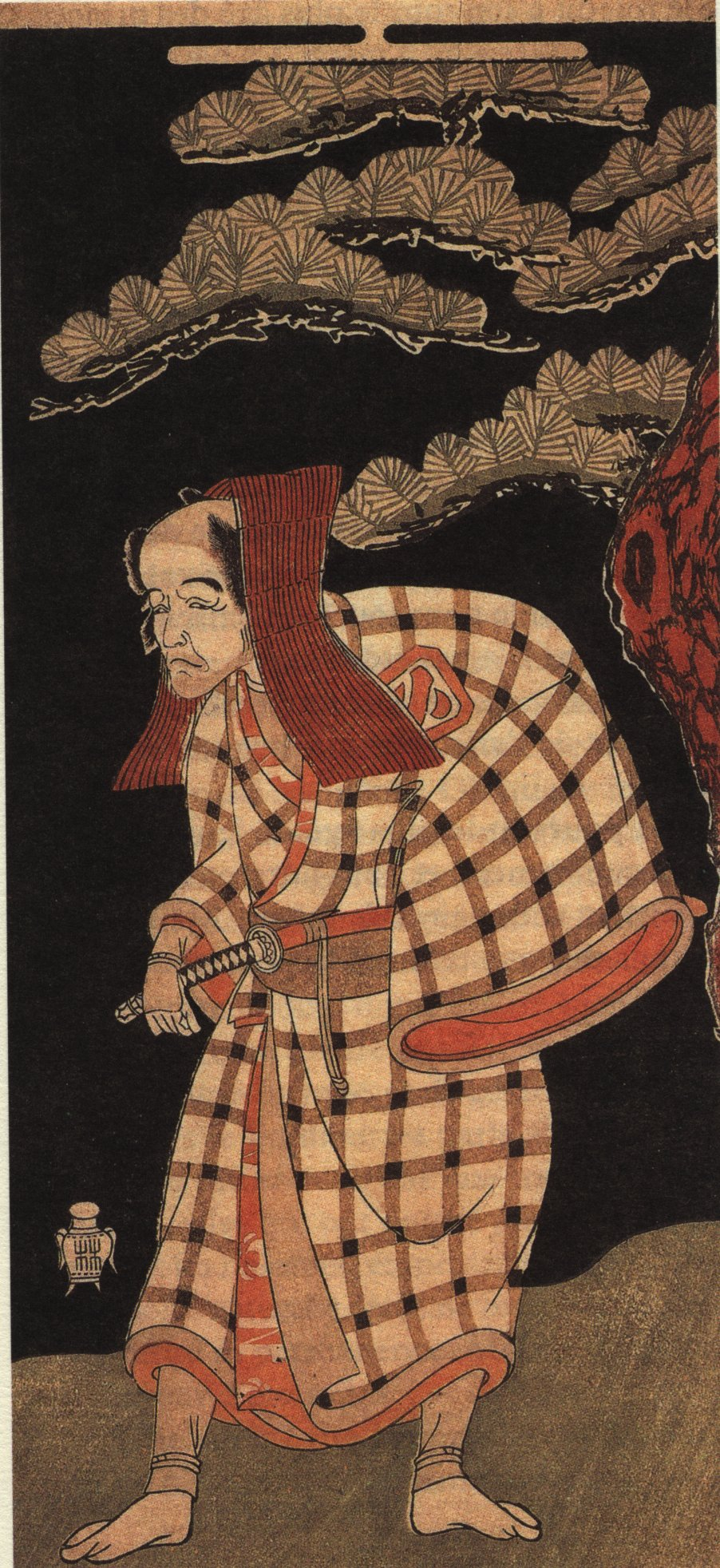
Acteur de kabuki, par Katsukawa Shunshō (1726–1792)

La période initiée par l'ère Genroku fut celle de la véritable constitution du kabuki. Il y avait alors quatre théâtres à Edo : le Saruwaka-za, l'Ichimura-za (市村座) à Ningyōchō, le Morita-za (森田座), le plus connu, et le Yamamura-za (山村座), tous deux à Kobikichō, le même quartier que le Kabuki-za aujourd’hui. Le processus de formalisation des pièces, du jeu et des rôles est indissociable de celui du ningyō jōruri, théâtre de marionnettes (le futur bunraku).
C'est d'ailleurs pour le bunraku que l'écrivain Chikamatsu Monzaemon écrivit à l'origine plusieurs de ses pièces majeures avant de les transposer pour le kabuki. La plupart de ces transpositions étaient spécifiquement destinées à l'acteur vedette d'Osaka, Sakata Tōjūrō I, spécialisé dans les rôles de méchant. Même s'il retourna ensuite au bunraku, préférant le respect absolu du texte de l'auteur qui prévaut là où le kabuki est entièrement consacré au jeu d'acteur, son travail fut fondamental en cela qu'il dota le kabuki d'un riche fonds de pièces de qualité. La moitié à peu près du répertoire traditionnel de kabuki est ainsi formée de pièces écrites à l'origine pour le bunraku.
En 1714, le scandale Ejima-Ikushima impliquant Ejima, une dame de haut rang de l'Ōoku (大奥, le harem du Shōgun dans le château d’Edo), et l’acteur Ikushima Shingorō aboutit à la destruction du Yamamura-za, et à la punition de plus de mille personnes. Le kabuki est cependant sauvé de cette crise grâce à Ichikawa Danjūrō I qui réorganise les théâtres et supprime les représentations tardives en soirée, afin de pouvoir conserver les trois théâtres restants. Dans le même temps, il met en place deux éléments essentiels du style aragoto : la pose (mie), arrêt du mouvement de l'acteur destiné à souligner un moment particulièrement important de l'intrigue, et le maquillage (kumadori) qui indique visuellement le type de personnage représenté et accentue ses expressions.
À partir de la seconde moitié du XVIIIe siècle, le kabuki déclina, supplanté auprès des classes populaires par le bunraku, dont le succès s'explique par la présence de plusieurs écrivains majeurs. L'événement essentiel de la période est la fusion des écoles du Kansai (Kyoto et Osaka) en une seule école, dont l'influence sur la suite de l'histoire du kabuki fut fondamentale.

### Après leMeiji Isshin(«Restauration Meiji»)
Le kabuki connut un retour en grâce à partir de l'ère Meiji, en réaction à l'introduction de la culture occidentale. Le développement des journaux fournit également un nouveau gisement d'histoires, ajoutant au fonds des faits divers les adaptations des romans feuilletons qui y étaient publiés. Parallèlement, l'ensemble des acteurs du monde du kabuki tenta de redresser l'image de ce théâtre dans l'esprit des nouvelles classes dirigeantes, avec un succès certain, couronné le 21 avril 1887 par une représentation devant l'Empereur. Un nouveau théâtre de kabuki prestigieux est construit en 1889, le Kabuki-za.
Les bombardements de la Seconde Guerre mondiale détruisirent de nombreux théâtres, et les représentations furent interdites dès le début de l'occupation, comme la plupart des manifestations pouvant servir de catalyseur d'un sentiment national. Toutefois, l'interdiction fut levée dès 1947, et les troupes reprirent rapidement leur activité.

### Kabuki actuel
À l'image d'autres pratiques ayant servi de point d'appui à l'idéologie nationaliste, le kabuki subit après la Seconde Guerre mondiale un phénomène de rejet. Le renouveau de l'intérêt pour le kabuki dans la région du Kansai est attribué aux efforts du metteur en scène Tetsuji Takechi, qui s'attacha à présenter des productions novatrices. Il fut secondé en cela par le jeune acteur Nakamura Ganjiro III (né en 1931), qui laissa son premier nom de scène, Nakamura Senjaku, à cette période de la production de kabuki à Osaka.
Actuellement, le kabuki demeure le plus populaire des styles de théâtre traditionnel japonais en termes d'audience. Même s'il mobilise moins de professionnels que le théâtre nô, ces acteurs jouissent d'une plus grande notoriété, apparaissant souvent dans des films ou des téléfilms se passant hors de son univers, à l'image de l'onnagata Bandō Tamasaburō V. Les salles de spectacles consacrées au kabuki restent rares, et concentrées dans les grandes agglomérations.
Hors des grandes institutions, plusieurs troupes emploient des femmes pour jouer les rôles d'onnagata. Dans la même veine de reconnaissance du rôle des femmes dans la création du kabuki, une statue d'Okuni a été érigée à Kyoto dans le quartier de Pontochō.
Les principales troupes de kabuki effectuent régulièrement des tournées hors du Japon, contribuant à faire connaître cette forme de théâtre, jouant parfois des adaptations de pièces occidentales (au style du kabuki). Comme pour le nô, le kabuki a bénéficié des efforts de l'écrivain Yukio Mishima, qui a montré qu'il était possible d'écrire des pièces dont l'intrigue se déroule dans un univers contemporain.
Le kabuki a été classé parmi les chefs-d'œuvre du patrimoine oral et immatériel de l'humanité par l'UNESCO dans la troisième proclamation (24 novembre 2005).

## Dramaturgie

### Répertoire
Le répertoire est divisé en trois catégories :
- Jidai-mono (時代物?, pièces historiques) ;
- Sewa-mono (世話物?, pièces du quotidien) ;
- Shosagoto (所作事?, morceaux de danse).

Le répertoire des pièces se partage entre celles écrites spécifiquement pour le kabuki et celles adaptées du théâtre nô, de récits traditionnels, et surtout du bunraku (ou de son ancêtre le joruri). Ces dernières présentent une trame dramatique élaborée, émotionnellement intense et un sujet généralement sérieux, alors que les pièces écrites pour le kabuki sont beaucoup plus lâches dans leur structure. Cette différence s'explique par la prééminence donnée dans le joruri au texte et au récitant, l'action pouvant être délibérément réduite pour attirer l'attention sur ces éléments, alors que le kabuki subordonne tout à l'acteur et à son jeu. De ce fait, il n'est pas inhabituel d'ajouter ou de retrancher des scènes en fonction des talents particuliers de l'acteur principal, sacrifiant éventuellement au passage la cohérence de l'intrigue.

### Principales pièces
- Shinko engeki jisshu
- Kabuki Jūhachiban
- Sannin Kichisa Kuruwa no Hatsugai
- Sugawara Denju Tenarai Kagami
- Yoshitsune Senbon-sakura
- Banchō Sarayashiki
- les Batailles de Coxinga
- Benten Kozō
- Botan Dōrō
- Funa Benkei
- Yotsuya Kaidan
- Uwanari
- Jiraiya
- Iwashi Uri Koi Hikiami
- Suicides d'amour à Amijima
- Shibaraku

### Structure des représentations
Tout comme pour le théâtre nô ou le bunraku, un programme complet de kabuki se déroule sur une journée entière. Si certaines pièces historiques (時代物, jidai mono) durent effectivement une journée entière, la journée normale de kabuki juxtapose plusieurs pièces. Dans ce cas, le rythme de la journée, tout comme le rythme interne des pièces elles-mêmes, suit le concept de jo-ha-kyū (序破急), théorisé par Zeami, qui veut que le rythme de l'intrigue et du jeu aillent croissant pour culminer à la fin de la pièce ou de la journée.
Conformément à ce principe, la plupart des pièces sont structurées en cinq actes. Le premier correspond à la composante jo du jo-ha-kyū, et sert à introduire les personnages et l'intrigue (similaire en cela à l'exposition du théâtre occidental). Le rythme augmente alors (ha) dans les trois actes suivants, culminant dans certains cas par une bataille. Le cinquième acte (kyū), très court, sert à fournir une conclusion rapide et satisfaisante.

## Acteurs
Il y a actuellement à peu près 90 acteurs de kabuki professionnels, auxquels il faut ajouter les musiciens et les accessoiristes.

### Jeu et rôles

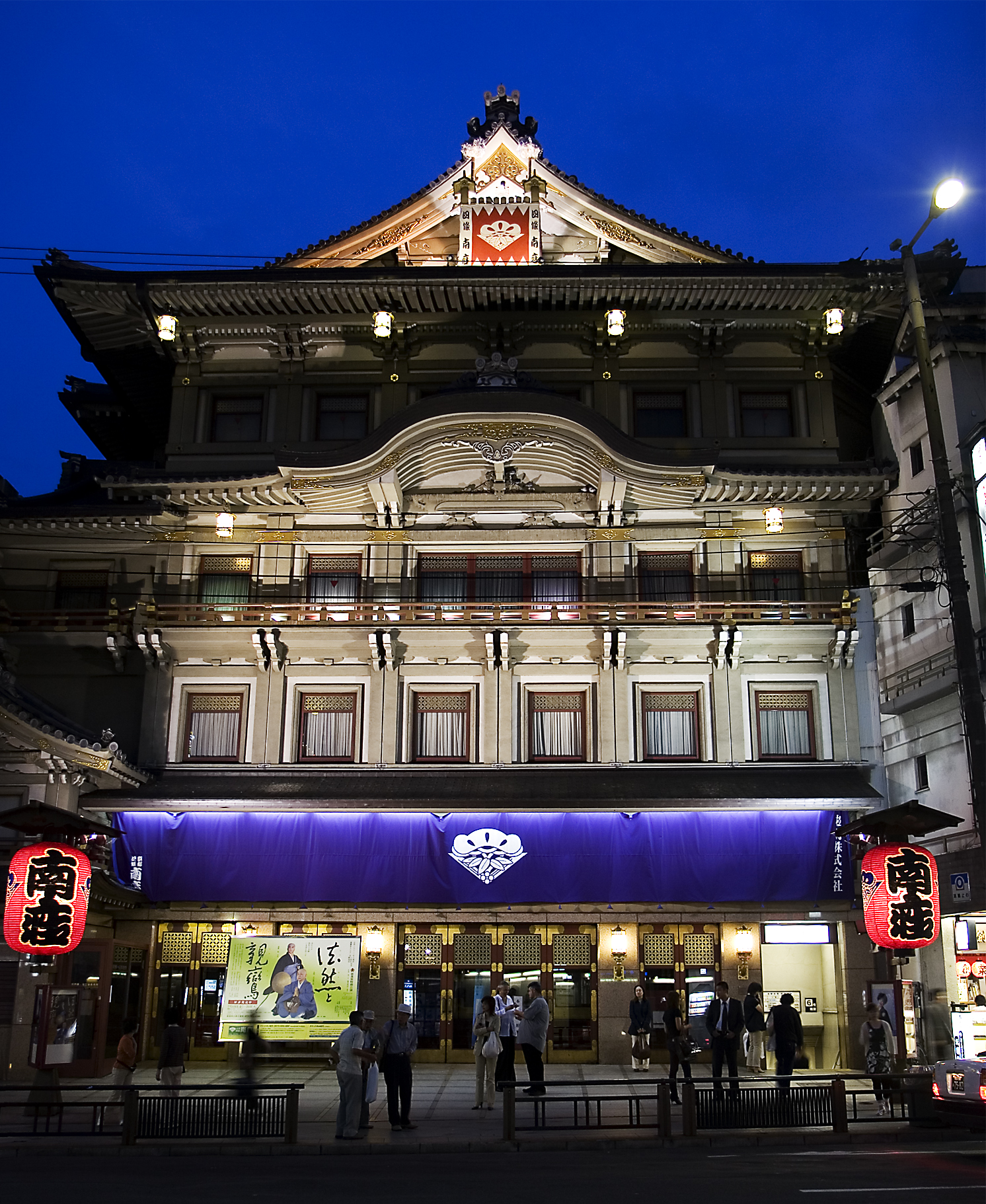
Minami-za de Kyōto, le plus vieux théâtre de kabuki existant.

Les rôles sont généralement divisés en trois catégories : onnagata (rôle féminin interprété par un homme), tachiyaku (héros masculin) et katakiyaku (méchant masculin). On trouve ensuite pour chacun différents types de jeu selon le personnage interprété.
Les onnagata peuvent être des katahazushi (dames de compagnie), akahime (jeunes princesses), sewa-nyobo (épouses attentionnées), ou fukeoyama (femmes âgées).
Il existe deux grands types de jeu tachiyaku : celui dit à la manière douce, wagoto (和事), et celui dit à la manière forte, aragoto (荒事). Le style wagoto est plus souvent représenté à Osaka et Kyoto, et aragoto à Edo. Le tachiyaku peut également être jitsugoto (en souffrance, dans une situation tragique), dokegata (comique), et wakashugata (jeune homme).
Les personnages de katakiyaku sont kugeaku (noble), iroaku (bel homme), kunikuzushi (qui souhaite prendre le pouvoir national), jitsuaku (plus réaliste et calme).
Une particularité du théâtre kabuki est la pratique du mie (見得). À un moment-clef de la pièce, l'acteur prend une pose appuyée. À ce moment, les amateurs dans le public peuvent crier le nom de l'école à laquelle appartient l'acteur (屋号, yagō). Appelée kakegoe (掛け声), cette pratique permet d'établir un lien entre la salle et la scène, exprimant la satisfaction du public averti et attirant l'attention du profane sur un moment de jeu particulièrement réussi.

### Maquillage
Les acteurs de kabuki sont maquillés (et non masqués comme dans le théâtre nô). Les maquillages sont très stylisés, et permettent au spectateur de reconnaître au premier coup d'œil les traits principaux du caractère du personnage. Ce maquillage, keshō, est composé d'une base blanche de poudre de riz (oshiroi) sur laquelle sont ajoutées des lignes (kumadori) qui amplifient les expressions du visage pour produire un effet de sauvagerie ou de puissance surnaturelle des acteurs. La couleur du kumadori reflète la nature du personnage. Rouge, il s'agit d'un héros, juste, passionné, courageux. Le bleu est employé pour dénoter des caractères négatifs, le vert les êtres surnaturels et le violet les personnages nobles. Le fond de teint est souvent blanc.

## Lieux

### Scène
La scène de kabuki comprend une projection complète jusqu'à l'arrière-salle, nommée hanamichi (花道, littéralement « le chemin des fleurs »), utilisée pour les entrées et les sorties les plus spectaculaires. La révélation d'une identité secrète ou la transformation d'un personnage constituant un point crucial d'une grande partie des pièces du répertoire, les moyens de faire apparaître ou disparaître rapidement un acteur se sont multipliés à partir du XVIIIe siècle, sous la forme de dispositifs scéniques variés, comme des trappes ou des plateaux permettant de faire pivoter tout ou partie de la scène. Le terme keren, souvent traduit par « jouer pour la galerie » sert à regrouper l'ensemble de ces effets spéciaux.
Ainsi, le mawari butai, la « scène tournante », a été développé au cours de l'ère Kyōhō (1716–1735). Prenant d'abord la forme d'une plate-forme circulaire montée sur roues et placée sur la scène, cette technique a évolué par l'intégration de la plate-forme roulante dans la scène elle-même. Si les lumières sont parfois éteintes lors de la rotation qui permet un changement de décor (kuraten, « rotation dans l'obscurité »), elles sont le plus souvent laissées en place, les acteurs jouant une scène de transition pendant la rotation de la plate-forme (akaten, « rotation à la lumière »).
Le terme seri désigne les trappes employées depuis le milieu du XVIIIe siècle pour élever ou faire disparaître des acteurs depuis la scène (respectivement serisage et serioroshi). La dimension de ces trappes permet dans les plus grandes salles l'apparition simultanée de plusieurs acteurs, faisant parfois apparaître une scène entière.
Le chūnori (« vol ») est une technique plus tardive, datant du milieu du XIXe siècle. En attachant le costume d'un acteur à des câbles, il est possible de le faire planer au-dessus de la scène ou d'une partie de l'assistance. Ce dernier effet, jugé trop tape-à-l'œil et dangereux, est progressivement tombé en désuétude, et peu de salles disposent encore de l'équipement nécessaire.

### Assistants et accessoires
Du fait de la pratique de la scène tournante et de plateformes roulantes, les changements de décors sont souvent effectués sans interruption de l'action. Cette pratique, originaire du début du XVIIIe siècle, repose sur la présence d'assistants de scène, les kurogo (黒衣) ou kuroko (黒子). Habillés de noir, couleur conventionnelle de l'invisibilité, ils prennent en charge les changements de décor, mais aussi l'animation et le maniement de certains accessoires. Ils assistent également les acteurs quand ceux-ci doivent, ce qui est fréquent, changer de costume sur scène (hayagawari). Les assistants aident alors l'acteur à se débarrasser de son costume actuel pour révéler le nouveau costume qu'il portait dessous (hikinuki ou bukkaeri).
De la même manière, les accessoires de kabuki, par exemple les sabres pour les rôles de samouraïs, sont souvent d'une dimension très nettement supérieure à celle des originaux, afin d'accentuer les effets. Il arrive même ponctuellement qu'un objet donné, par exemple une pince à épiler dans la pièce éponyme, soit remplacé par une version délibérément agrandie pour permettre au spectateur de voir ce que sont en train d'observer les personnages.

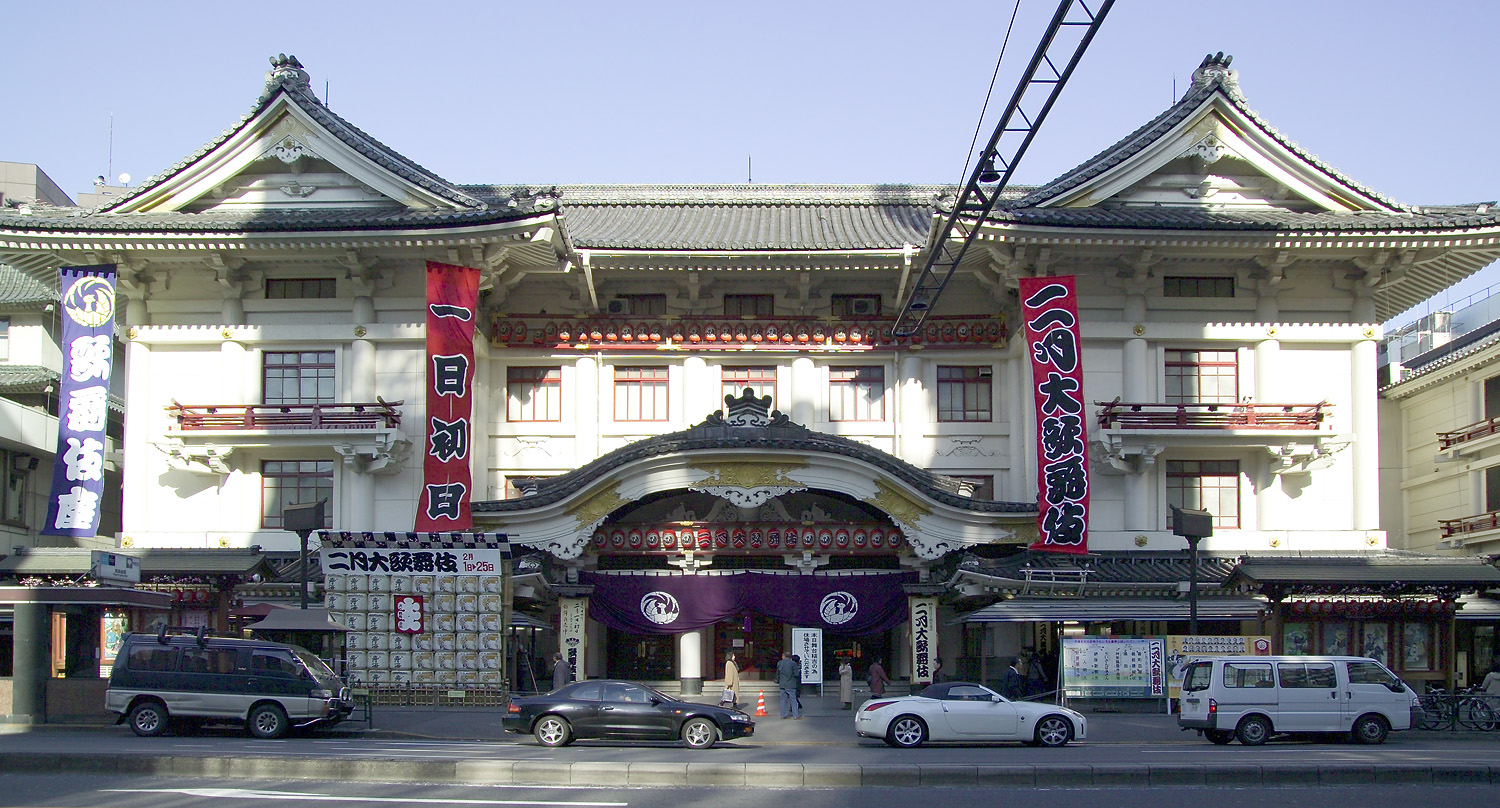
Le Kabukiza, un des principaux théâtres de kabuki à Tōkyō.

### Théâtres
Le kabuki est actuellement joué à la fois sur des scènes traditionnelles, comme le Minami-za à Kyoto, le Shochiku-za à Osaka ou le Kabuki-za à Tokyo, mais aussi régulièrement sur des scènes plus généralistes, comme celle du Théâtre national du Japon. En dehors de ces quatre salles principales, il existe de nombreuses salles de dimensions plus modestes à la fois à Osaka et en province. La troupe d'Ōshika (大鹿), dans la préfecture de Nagano, constitue un exemple emblématique des petites troupes provinciales qui parviennent à se maintenir.
Durant les premières années du kabuki, les membres du public mangeaient, buvaient ou discutaient pendant les représentations. Dans de nombreux cas, les programmes étaient remplis de représentations prévues tout au long de la journée, du matin jusqu’au soir. Les plateaux-repas, ou bentō, que les spectateurs apportaient, étaient appelés makunouchi (幕の内), car ils étaient mangés lorsque le rideau (幕, maku) était baissé.
Le Grand Théâtre Konpira construit en 1835 dans le village de Kotohira de la préfecture de Kagawa est, après Minami-za, le plus ancien théâtre kabuki du Japon.

### Influence internationale
Le célèbre réalisateur soviétique Sergueï Eisenstein affichait ouvertement son admiration pour le théâtre kabuki et admettait s'en inspirer dans ses films.